# Waco Tennis Challenger 2002
Il Waco Tennis Challenger 2002 è stato un torneo di tennis facente parte della categoria ATP Challenger Series nell'ambito dell'ATP Challenger Series 2002. Il torneo si è giocato a Waco negli Stati Uniti dal 16 al 22 settembre 2002 su campi in cemento.

## Vincitori

### Singolare
Hermes Gamonal ha battuto in finale  Jan Hernych con il punteggio di 6–1, 3–6, 6–3

### Doppio
Huntley Montgomery /  Ryan Sachire hanno battuto in finale  Diego Ayala /  Jason Marshall 4–6, 6–2, 7–6(5)